# تپه مدآباد ۲
تپه مد آباد ۲ مربوط به عصر مفرغ - دوره اشکانیان است و در شهرستان ازنا، بخش جاپلق، دهستان جاپلق شرقی، ۱۰۰م جنوب روستای مدآباد واقع شده و این اثر در تاریخ ۷ اسفند ۱۳۸۶ با شمارهٔ ثبت ۲۱۳۷۳ به‌عنوان یکی از آثار ملی ایران به ثبت رسیده است.